# 刘元 (元朝)
刘元（1240年—1324年），为避元朝朝代名“元”讳改名刘銮，又被时人称为刘正奉，字秉元，绰号绝艺元，今天津市宝坻区刘兰庄人，雕塑家。官至昭文馆大学士、正奉大夫、秘书监卿。
刘元早年为道士，从青州杞道录学艺，至元七年（1270年）应招入大都，后从尼波罗国（今尼泊尔）的阿尼哥学习塑像技艺，成为塑像名家，元仁宗曾向刘元下令“非有旨，不准擅自为人造像”。
一般观点认为他是山西府城玉皇庙二十八宿彩塑塑像的作者，但有学者认为作者刘銮和刘元并非同一人，雕塑是刘銮所作，而非刘元。